# Rançonnières
Rançonnières är en kommun i departementet Haute-Marne i regionen Grand Est (tidigare regionen Champagne-Ardenne) i nordöstra Frankrike. Kommunen ligger i kantonen Terre-Natale som tillhör arrondissementet Langres. År 2022 hade Rançonnières 124 invånare.

## Befolkningsutveckling
Antalet invånare i kommunen Rançonnières
| Referens: INSEE |